# Албрехт VIII фон Линдов-Рупин
Албрехт VIII (III) фон Линдов-Рупин (на немски: Albrecht/Albert VIII (III), Graf von Lindau-Ruppin; * 1406; † юни 1460) е граф на Линдов-Рупин. Родът Линдов-Рупин е странична линия на графовете фон Арнщайн.
Той е син на граф Гюнтер V фон Линдов-Рупин († 1414) и съпругата му Кордула фон Вернигероде († 1435), дъщеря на граф Конрад V фон Вернигероде († 1407) и Хайлвиг фон Липе († сл. 1419). Внук е на граф Албрехт VI (II) фон Линдау-Рупин (1330 – 1391) и княгиня София фон Верле-Голдберг († 1384). Потомък е на Гебхард фон Арнщайн († 1256), фогт Лайтцкау, прародител на „графовете на Линдов-Рупин“.
През 1524 г. графският род фон Линдов-Рупин измира по мъжка линия със смъртта на граф Вихман. Собственостите са взети от курфюрста на Бранденбург Йоахим I († 1535).

## Фамилия
Албрехт VIII фон Линдов-Рупин се жени на 1 август 1423 г. за Катарина фон Силезия (* ок. 1400; † ок. 11 юни 1424), дъщеря на херцог Хайнрих IX фон Любен и Олау (1360/1368 - 1419/1420) и Анна фон Тешен († 1403). Бракът е бездетен.
Албрехт VIII фон Линдов-Рупин се жени втори път между 1424 и 1434 г. за Анна фон Силезия-Глогау-Саган (* 1408/1418; † 4 ноември 1437), дъщеря на херцог Йохан I фон Силезия-Глогау-Саган († 1439) и Шоластика (Схоластика) от Саксония-Витенберг (1393 – 1463), дъщеря на курфюрст Рудолф III от Саксония-Витенберг († 1419). Те имат децата:
- Якоб фон Линдов-Рупин († 1 май 1499), женен на 6 април 1477 г. за Анна фон Щолберг (* 28 май 1458; † 26 октомври 1526)
- Гебхард фон Линдов-Рупин († сл. 1461)
- Кордула фон Линдов-Рупин († 1 юни 1508), омъжена ок. 2 ноември 1442 г. в Рупин за принц Адолф I фон Анхалт-Кьотен († 1473)
- Йохан III фон Линдов-Рупин († 14 юни 1500), женен I. ок. 1472 г. за графиня Урсула фон Барби (* ок. 1457; † 1484), II. ок. февруари 1490 г. за принцеса Анна фон Саксония-Лауенбург-Рацебург († 9 август 1504, замък Озен)
- Анна фон Линдов-Рупин (* ок. 1430; † 9 юли 1511, Липене), омъжена на 7 септември 1453 г. за принц Георг I фон Анхалт-Цербст († 1474)

Албрехт VIII фон Линдов-Рупин се жени трети път на 26 май 1439 г. за Маргарета Померанска-Щетин (* пр. 1422; † сл. 13 април 1464), дъщеря на херцог Казимир V фон Померания-Щетин († 1435) и Катарина фон Брауншвайг († 1429), дъщеря на херцог Бернард фон Брауншвайг-Люнебург († 1434) и принцеса Маргарета Саксонска († 1418). Те имат една дъщеря:
- Маргарета фон Линдов-Рупин († пр. 10 септември 1485), омъжена между 15 октомври 1466 и 17 април 1468 г. за херцог Албрехт VI фон Мекленбург (1438 – 1483).

## Галерия
- Замъкът Рупин ок. 1650
- Нойрупин ок. 1694
- Господството Рупин ок. 1400